# Spring Creek Correctional Center

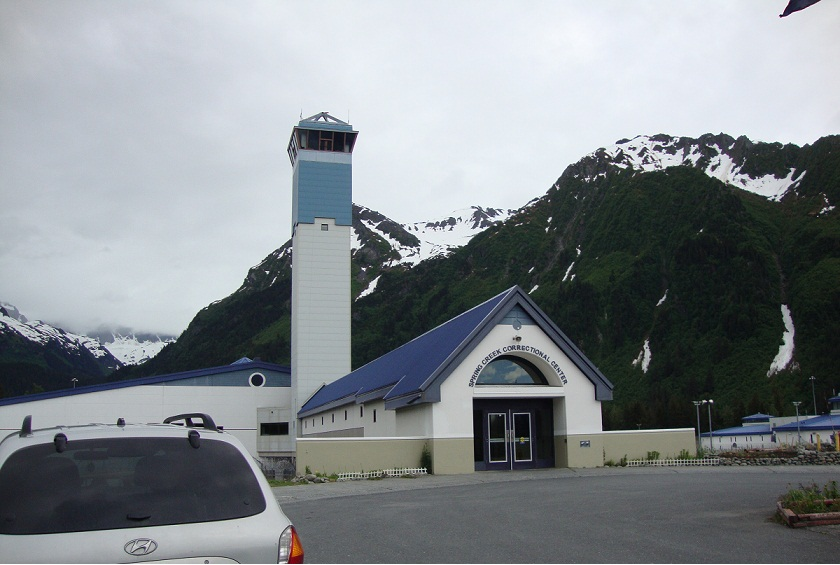
Eingangsbereich des SCCC

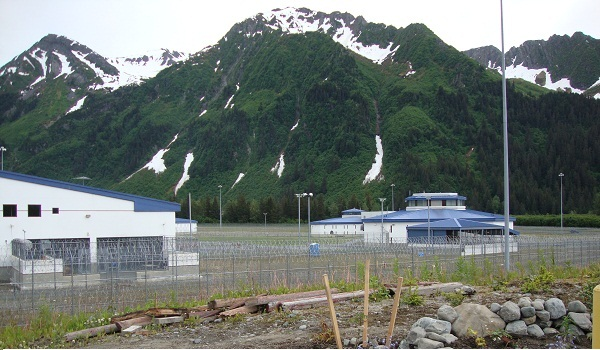
Campus-Gebäude hinter dem Sicherheitszaun

Das Spring Creek Correctional Center (SCCC) ist das einzige Hochsicherheitsgefängnis im US-Bundesstaat Alaska. Das etwa 1,3 km² große Gelände der Strafvollzugseinrichtung befindet sich im Gemeindegebiet der Stadt Seward im Kenai Peninsula Borough auf der der Stadt gegenüberliegenden Buchtseite der Resurrection Bay.
Errichtet wurde die Anstalt als Level III Facility oder Maximum Security Facility im Jahr 1988 mit einer Vollbelegungsfähigkeit von 412 Insassen. Aufgrund der gestiegenen Anforderungen an Haftplätzen wurden diese auf mittlerweile mehr als 500 aufgestockt. Bei den Insassen der Strafanstalt handelt es sich hauptsächlich um jenen Teil der Häftlinge des Bundesstaats Alaska, die eine längere Haftstrafe zu verbüßen haben. Unter anderem befinden sich auch die zur Höchststrafe – lebenslanger Haft – Verurteilten in Spring Creek (die Todesstrafe wird in Alaska nicht angewandt). Für die Sicherheit innerhalb der Anstalt sorgen bis zu 200 Angestellte. Betrieben wird die Strafvollzugseinrichtung vom Alaska Department of Corrections, der Strafvollzugsbehörde des Bundesstaates Alaska.
Der Bau der Strafanstalt in Spring Creek kostete den Staat Alaska etwa 44,68 Millionen Dollar (ca. 30 Millionen Euro). Architektonisch wurde die Anstalt im Campus-Design errichtet. Die Häftlinge sind in drei voneinander getrennten Gebäuden untergebracht. Das größere Hauptgebäude erfüllt Verwaltungszwecke. Innerhalb der Haftblocks werden die Insassen wiederum nach ihrer Gefährlichkeit und der erforderlichen Sicherheitsstufe getrennt. Da in Spring Creek auch Häftlinge mit Haftstrafen von unter 10 Jahren inhaftiert sind, müssen diese gesondert von den Insassen mit Sicherheitsrisiko untergebracht werden.
Einer der bekanntesten Insassen war der Serienmörder Robert Christian Hansen.